# Krysantemum (film fra 1914)
 For alternative betydninger, se Krysantemum (flertydig). (Se også artikler, som begynder med Krysantemum)
Krysantemum (russisk: Хризантемы) er en russisk film fra 1914 af Pjotr Tjardynin.

## Medvirkende
- Vera Karalli som Vera Nevolina
- Ivan Mozzjukhin som Vladimir
- Raisa Rejzen
- Sofja Goslavskaja
- Lidija Tridenskaja